# 桂小文吾 (7代目)
七代目 桂 小文吾（かつら こぶんご、1994年9月11日 - ）は、鳥取県鳥取市出身の落語家。本名∶山根 恭平。

## 経歴
2007年に鳥取市立美保南小学校卒業、2010年に鳥取市立南中学校卒業、2013年に鳥取県立鳥取西高等学校卒業、2014年に東京農業大学短期大学部生物生産技術学科入学。2016年に東京経済大学コミュニケーション学部コミュニケーション学科編入学、2018年に卒業し4月に立川談幸に入門、高座名は「立川幸平」。
2020年1月、六代目桂小文吾（現六代目桂文吾）門下へ移籍し、高座名は「桂吾空」となる。
2022年7月1日より、師匠の前名桂小文吾の七代目へ改名。

## 芸歴
- 2018年4月 - 立川談幸に入門、前座名「立川幸平」
- 2020年1月 - 六代目桂小文吾門下へ移籍、「桂吾空」と改名。
- 2022年7月 - 七代目「桂小文吾」と改名。

## 人物
- 高校時代は漫才（第１回笑顔甲子園準優勝[1]、第２回四国支部賞[2]）、大学時代は落語研究会に所属していた。高座名「橘亭カレーぱん」。
- 高校卒業後の一年間は大阪で芸人活動もしていた。

- 関東落研連合13代目総長[3]。

- 大学時代は学生落語の大会で活躍しており、第7回てんしき杯優勝 、第17回新人お笑い尼崎大賞落語の部奨励賞 、第14回策伝大賞敢闘賞[4]、第7回落語国際大会落語芸術協会賞を受賞している[5]。

- 落研の同期には、桂雀太門下の桂源太がいる。

- 高校の同級生には、シンガーソングライターの杏沙子、1つ下の学年には東大王の鶴崎修功がいる。

- 趣味は献血、水泳。

- YouTubeでも幅広く活動し、落語以外にもラジオや旅の様子、ショート動画も上げており人気が上がっている。

- 2023年、鳥取市市民活動表彰受賞[6]。

- 2023年度NHK新人落語大賞に、登龍亭獅鉃（名古屋在住）と共に東京・大阪以外の落語家として初めて一次予選（映像審査）に参加した。

## 出演番組
- 吾空の筋斗雲にはのれません（2020年 - 2022年、中海テレビ）